# Новомарьинка (Кемеровская область)
Новомарьинка — деревня в Тяжинском районе Кемеровской области. Входит в состав Итатского сельского поселения.

## География
Центральная часть населённого пункта расположена на высоте 241 метров над уровнем моря.

## Население
По данным Всероссийской переписи населения 2010 года, в деревне Новомарьинка проживает 253 человека (121 мужчина, 132 женщины).